# Ada Klanjšek
Ada Klanjšek, slovenska ilegalka, partizanka, prvoborka in športna delavka * 1918, Gorica, † 1984
Od leta 1941 je delovala v ilegali, nakar je bila leta 1942 in 1943 zaprta v Italiji. Leta 1943, po kapitulaciji Italije, se je pridružila NOV in POS.

## Odlikovanja
- red bratstva in enotnosti II. stopnje
- red zaslug za ljudstvo III. stopnje
- partizanska spomenica 1941